# Reinhard Hempelmann
Reinhard Hempelmann (* 19. September 1953 in Bünde, Westfalen) ist ein deutscher evangelischer Theologe und Autor. Von 1999 bis 2019 leitete er die Evangelische Zentralstelle für Weltanschauungsfragen (EZW).

## Leben
Reinhard Hempelmann studierte Evangelische Theologie in Bethel und Heidelberg. Er absolvierte sein Vikariat in Bielefeld-Brackwede und wurde Pfarrer der Evangelischen Kirche von Westfalen. Von 1980 bis 1984 war Hempelmann wissenschaftlicher Mitarbeiter an der Universität Osnabrück. Er promovierte in Heidelberg mit seiner Arbeit über Sakrament als Ort der Vermittlung des Heils. Als Dozent für theologische Fächer arbeitete er acht Jahre an der CVJM-Sekretärschule in Kassel. Von 1992 bis 1998 war er Referent der Evangelischen Zentralstelle für Weltanschauungsfragen (EZW) für neue religiöse und geistliche Bewegungen. Von 1999 bis zu seinem Ruhestand 2019 war er Leiter der EZW sowie ab 2003 Lehrbeauftragter an der Theologischen Fakultät der Universität Leipzig, 2022 bot er dort eine Konfessionskunde an.
Der Schwerpunkt seiner Publikationen liegt in den Themenbereichen Neue Religiöse Bewegungen, charismatische Bewegung, Pfingstbewegung, Evangelikalismus, Christlicher Fundamentalismus, Ökumenische Theologie und neuer Atheismus. Selbst Betroffene wie Thomas Schirrmacher, einer der führenden Evangelikalen Deutschlands, attestierten Hempelmann im Jahr 2010 eine faire Darstellung der evangelikalen Bewegung.

## Familie
Hempelmann ist verheiratet und hat zwei Kinder.

## Werke
- Sakrament als Ort der Vermittlung des Heils. Sakramententheologie im evangelisch-katholischen Dialog. Vandenhoeck & Ruprecht, Göttingen 1992. ISBN 978-3-52556-536-0
- Handbuch der evangelistisch-missionarischen Werke, Einrichtungen und Gemeinden. Christliches Verlagshaus 1997. ISBN 978-3-76757-763-3
- Licht und Schatten des Erweckungschristentums. Ausprägungen und Herausforderungen pfingstlich-charismatischer Frömmigkeit, Gütersloher Verlagshaus, Gütersloh 1998, ISBN 978-3-579-03337-2.

Als Mitautor und Herausgeber
- Mit Friedmann Eißler: EZW-Texte 215: Quellentexte zur neuen Religiosität. 1990
- Mit Ulrich Dehn: Dialog und Unterscheidung. Religionen und neue religiöse Bewegungen im Gespräch. – Festschrift für Reinhart Hummel. Evangelische Zentralstelle für Weltanschauungsfragen, Berlin 2000
- Mit Jochen Cornelius-Bundschuh, Klaus Vollmer, Klaus Schulz: Gott als Freund? Edition Gruppe 153 (Herausgeber), Kawohl 2000. ISBN 978-3-88087-062-8
- Mit Ulrich Dehn, Andreas Fincke, Michael Nüchtern, Matthias Pöhlmann, Hans-Jürgen Ruppert, Michael Utsch: Panorama der neuen Religiosität: Sinnsuche und Heilsversprechen zu Beginn des 21. Jahrhunderts. Gütersloher Verlagshaus, Gütersloh 2005. ISBN 978-3-57902-320-5
- Mit Johannes Kandel: Religionen und Gewalt. EZW-Texte 2002. 167. (Neuauflage: Kirche-Konfession-Religion, Band 51. V&R unipress, Göttingen 2006. ISBN 978-3-89971-285-8)
- Mit Dirk Evers, Hans G. Gradl, Hans Maier, Ursula Sottong, Robert Jütte, Klaus Fitschen, Hartmut Lehmann: Wunderverständnis im Wandel. Historisch-theologische Beiträge. Plöger Medien 2007. ISBN 978-3-89857-232-3
- Mit Johannes Zimmermann (Hrsg.), Christian Grethlein, Michael Herbst, Beate Hofmann, Burghard Krause, Michael Nüchtern, Antje Rösener, Hartmut Rupp, Jens Martin Sautter, Anna-Konstanze Schröder, Rudolf Weth: Darf Bildung missionarisch sein? Beiträge zum Verhältnis von Bildung und Mission. Neukirchener Theologie, Neukirchen 2010. ISBN 978-3-78872-469-6
- Mit Matthias Pöhlmann, Michael Utsch, Friedmann Eißler (Herausgeber) Religionsdifferenzen und Religionsdialoge. Festschrift – 50 Jahre EZW. EZW-Texte 210, Berlin 2010